# Transformación de Tschirnhaus
En matemáticas, una transformación de Tschirnhaus, desarrollada por Ehrenfried Walther von Tschirnhaus en 1683, es un tipo de asignación de polinomios. Puede definirse convenientemente por medio de la teoría de cuerpos , como la transformación en polinomios mínimos que implica una elección diferente de elemento primitivo . Esta es la transformación más general de un polinomio irreducible que lleva cada raíz a la aplicación de una cierta función racional sobre esa raíz. 
En concreto, sea {\displaystyle K[t]} un cuerpo, y {\displaystyle P(t)} un polinomio sobre {\displaystyle K}. Si {\displaystyle P} es irreducible, entonces 
{\displaystyle K[t]/(P(t))=L}, es el anillo cociente del anillo de polinomios {\displaystyle K[t]} por el ideal principal generado por {\displaystyle P}, es una extensión del cuerpo {\displaystyle K}. Tenemos 
{\displaystyle L=K(\alpha )}
donde {\displaystyle \alpha } es {\displaystyle t} módulo {\displaystyle (P)}. Es decir, {\displaystyle \alpha } es un elemento primitivo de {\displaystyle L}. Habrá otras opciones {\displaystyle \beta } como elemento primitivo en {\displaystyle L}: para cualquier opción de este tipo de {\displaystyle \beta } tendremos
{\displaystyle \beta =F(\alpha ),\alpha =G(\beta )},
polinomios con {\displaystyle F} y {\displaystyle G} sobre {\displaystyle K}. De hecho esto se deriva del cociente de la representación anterior. Ahora bien, si {\displaystyle Q} es el polinomio mínimo de {\displaystyle \beta } sobre {\displaystyle K}, a {\displaystyle Q} lo llamamos una transformación de Tschirnhaus de {\displaystyle P}. 
Por lo tanto el conjunto de todas las transformaciones de Tschirnhaus de un polinomio irreducible se describe como todas las formas de cambiar {\displaystyle P}, pero dejando {\displaystyle L} invariante. Este concepto se utiliza en la reducción de quínticas a forma de Bring-Jerrard, por ejemplo. Este concepto está relacionado con la teoría de Galois, cuando {\displaystyle L} es una extensión de Galois de {\displaystyle K}. En ese caso, el grupo de Galois se describe como todas las transformaciones de Tschirnhaus de {\displaystyle P} a sí mismo.